# Ножичний механізм

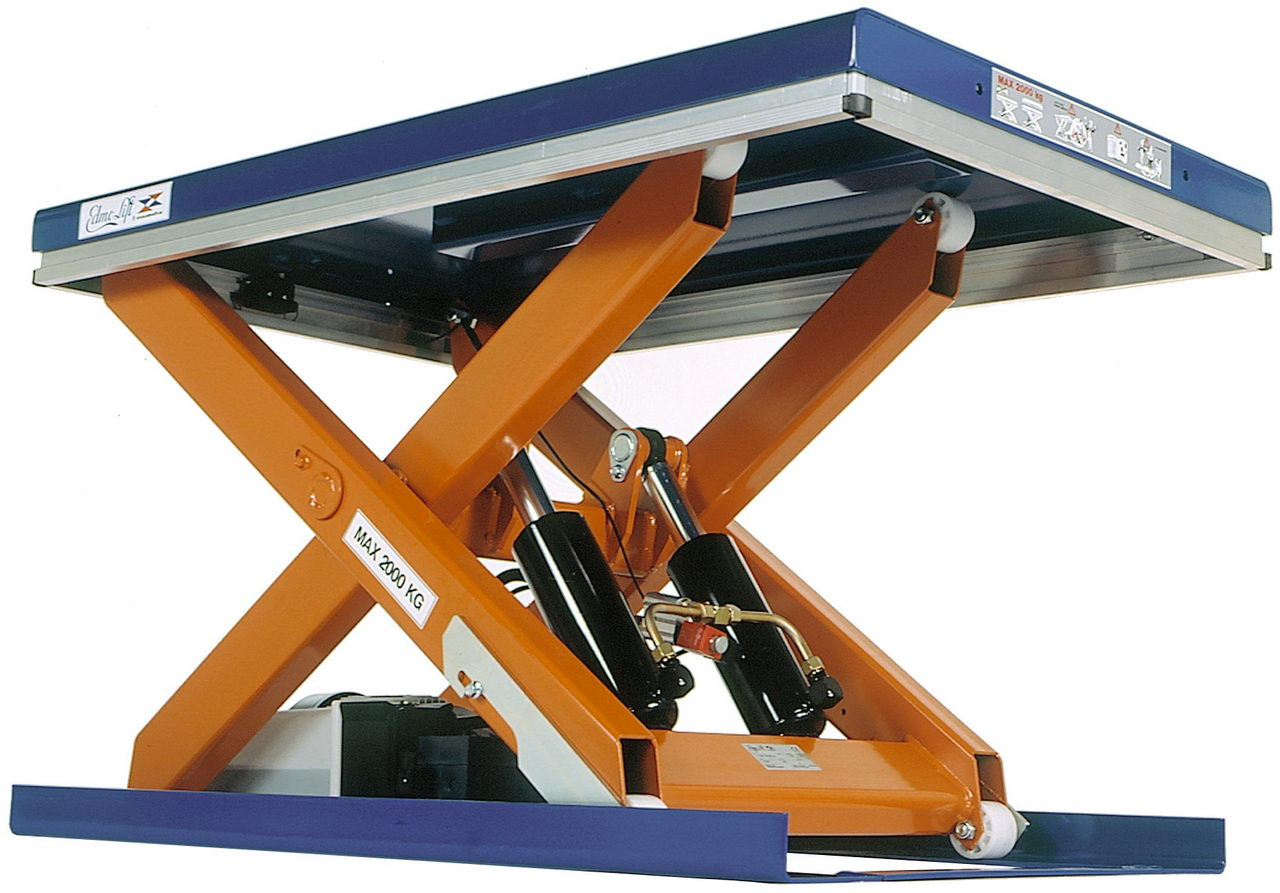
Приклад простого ножичного підйомника.

Дзеркало з пантографним механізмом.

Ножичний механізм використовує сполучені складані опори у вигляді перехресного з'єднання, відомого під назвою «пантограф».

## Принцип роботи
Розтягування виконується за рахунок застосування тиску на зовнішні частини комплекту опор, що містяться на одному з кінців механізму. Така дія спричинює видовження хрестоподібної конструкції механізму (див. анімацію справа). Розтягування можна досягти гідравлічним, пневматичним, механічним способом, або навіть із застосуванням сили рук.
В деяких випадках такий механізм може навіть не потребувати застосування сили для повернення у вихідне положення — потрібно лише припинити дію початкового тиску.

## Використання
Механізм використовується у таких пристроях, як підйомні столи та ножичні вишки. Ножичні підйомники, на кшталт ножичних вишок — набагато більш вантажопідйомні, аніж інші типи конструкцій (наприклад, телескопічні вишки), але більш громіздкі та масивні. Працюють в основному на електриці, але існують теж варіанти на дизельному пальному.
Механізм також застосовується для створення безшумних комп'ютерних клавіатур.
Існують теж домкрати, основою конструкції яких є ножичний механізм. Є пневматичні домкрати такого типу і ручні. В ручних для виконання роботи використовується сила, створювана вкручуванням гвинта. Вгвинчування дозволяє звузити поперечні точки ножичного механізму, тим самим розтягуючи його в довжину (тобто вгору).